# Amathimysis brattegardi
Amathimysis brattegardi är en kräftdjursart som beskrevs av K. C. Stuck och Heard 1981. Amathimysis brattegardi ingår i släktet Amathimysis och familjen Mysidae. Inga underarter finns listade i Catalogue of Life.